# Franz Christian Gau
Franz Christian Gau, auch François Christian Gau und François Chrétien Gau (* 15. Juni 1790 in Köln; † 31. Dezember 1853 in Paris) war ein deutscher, ab 1826 (naturalisierter) französischer Architekt, Entdeckungsreisender und Baumeister.

## Leben
Gau wurde 1790 als Sohn eines Kaufmanns aus der Altstadt in Köln geboren und kam zusammen mit seinem Kölner Freund Jakob Ignaz Hittorff 1810 nach Paris. Dort studierte er an der Akademie und unternahm Studienreisen nach Italien und in den Orient. 1826 wurde er französischer Staatsbürger. Gau beschäftigte sich mit dem Studium der Gotik und restaurierte mehrere Kirchen, darunter St-Julien-le-Pauvre und St-Séverin. Er zeichnete auch Entwürfe für Ste-Clotilde und nahm bei seinen Arbeiten rheinländische Kathedralen zum Vorbild. Außerdem war er für den Bau der Pariser Krankenhäuser verantwortlich sowie für den des Gefängnisses Grande Roquette. Von 1824 bis 1848 war Gau Leiter einer Architekturschule, die hauptsächlich Deutsche ausbildete. Sein bekanntester Schüler war Gottfried Semper.
Gau hat einen entscheidenden Beitrag zur Erforschung des noch weitgehend unbekannten Landes und seiner Bauwerke geleistet durch seine abenteuerliche Orientreise, seine Erforschung Ägyptens und Nubiens. Seine Erkenntnisse führten zu einer Anerkennung in höchsten Kreise in Frankreich und Deutschland im Zeitalter des aufkommenden Nationalismus.
Im Dezember 1842 gründete er zusammen mit Heinrich Heine in Paris einen Hilfsverein für den Zentral-Dombau-Verein zu Köln. Gau wurde zum Präsidenten und Heine zum Vizepräsidenten des Vereins gewählt. Franz Christian Gau wurde später hierfür die Ehrenmitgliedschaft im Kölner Dombauverein verliehen.
In seiner Geburtsstadt Köln wurde im Stadtteil Braunsfeld zu seiner Ehrung eine Straße nach ihm benannt.

## Sonderausstellungen
- im Kölnischen Stadtmuseum: 9. März bis 26. Mai 2013 Ein Kölner entdeckt Ägypten. Die abenteuerliche Orient-Expedition des Franz Christian Gau 1818–1820[3]

## Schriften (Auswahl)
- Franz Christian Gau: Les antiquités de la Nubie. ou monumens inédits des bords du Nil situés entre la première et deuxième cataracte, dessinés et mésurés, en 1819, par F. C. Gau, architecte. Cotta, Stuttgart 1822 (uni-heidelberg.de).
- Les ruines de Pompei (die letzten beiden Bände: Band 3, 1829; Band 4, 1838)